# Южни паюти
Южни паюти е име, под което са обединени няколко северноамерикански индиански племена, групи и подгрупи, културно различаващи се и политически независими. Всички тези групи наричат себе си „Нууву или Нувуву – хора“. Южни паюти е модерен термин, прилаган от лингвистите, за да се обозначи езиковата принадлежност, а не културата на тези групи. Всички те говорят диалекти на Южен Нумик към Юто – Ацтекското езиково семейство. Традиционната им родина се простира в басейна на река Колорадо и обхваща териториите на днешните югозападна Юта, южна Невада, северозападна Аризона и югоизточна Калифорния. Всяка от групите обитава специфична територия.

## Исторически групи южни паюти
Идентифицирани са между 16 и 31 техни племена, групи и подгрупи. Днес много от тези групи са напълно изчезнали:
- Антарианунт – или Янтарий – в близост до Хенри Маунтънс в Юта.
- Куимпут (Бийвър, Куиумпаси, Куимпус) – в района на Бийвър – Юта.
- Ункупанакуинт (Сидър, Анкапанукичисими – хората от Червения поток) – живеят в близост до Сидър Сити – Юта.
- Матушат (Матисати, Гънлок) – в района на Гънлок – Юта.
- Кайпароиц (Ескаланте) – живеят на платото Кайпароуиц в Юта.
- Паранигет (Паранагат, Параникиси) – в Паранагат Вали в Невада.
- Цувараиц (Матисабит, Панака) – в околностите на Панака в Невада.
- Уинкарет (Ипинкантисими) – хората от планината Тръмбъл.
- Пангуич – или Пакуисими – около Пангуич Лейк в Юта.
- Индиън Пийк – около Индиън Пиик.
- Уаинуинт – или Уенувунц, Тонакуинт, Сейнт Джордж. Живеят на юг от днешния Сейнт Джордж – Юта, по Санта Клара Ривър до вливането ѝ във Вирджин Ривър.
- Куаиантикоукет – хората от другата страна. Днес са известни като групата Сан Хуан. Те нямат резерват, но са федерално признати през 1989 г. В миналото живеят на изток от Гранд Каньон, между реките Сан Хуан и Колорадо. Тъй като живеят близо до хопите и навахо, често са считани за тяхно подразделение.
- Кейбаб (Кайпаписисими, Кайвавуиц, Кайбабиц). В миналото живеят на платото Кейбаб в Аризона. Днес живеят в резервата Кейбаб, като 32% от населението 200 души на резервата е под прага на бедността.
- Нуагунтит (Нипакантисими) – хората от Чарлстън Пийк. Днес са известни като групата Лас Вегас. Когато през 1865 г. е възстановено старото мормонско селище Ранчо Лас Вегас, групата не напуска района, тъй като тук се намира най-значителният водоизточник в целия регион. Постепенно те се адаптират към живота на белите си съседи. Днес тяхната община се намира непосредствено до северозападната част на Лас Вегас.
- Моапа (Моапац, Мъди Крийк паюти). Живеят в долината на Моапа Ривър в Невада.
- Шивуиц (Сипичими, Шебитс, Сюбютс – хората живеещи на изток). Племето получава федерално признаване през 1980 г.

## Култура
Основна социална и политическа единица е семейството, което само се грижи за себе си. Семействата се обединяват и образуват по-голяма група, която живее в един лагер. Групата обикновено се състои от едно до 10 – 15 домакинства, които са свързани помежду си и са водени от водач или вожд, както и от най-добрите ловци и събирачи. Позицията на водача се предава от мъж на мъж, но не е задължително да се предава от баща на син. Различни групи се събират заедно при различни поводи, като мъжките танци и танците свързани с реколтата и войната. Хората се женят рано. Повечето бракове са моногамни. И двамата родители спазват различни ограничения при раждането на дете. Повечето групи кремират мъртвите и изгарят имуществото им. Името на умрелия не се споменава никога повече. Основни религиозни лидери са шаманите (мъже и жени)). Те ръководят различните церемонии и лекуват болните. Получават силата си от инструкции и песни, казани в сънищата им. Работата е разделена между мъжете и жените. Момчетата и момичетата са учени от малки да се справят със задълженията, които ги очакват като възрастни. Жените събират диви растения и семена, корени, ядки, юка, кактусови плодове, агаве, мескити и други. Ловят също така скакалци, ларви, мравки и други насекоми. Плетат кошници и се грижат за домакинството. Мъжете ловуват дребен дивеч, както и елени, антилопи и планински овце. Някои групи ловуват по-рядко от други, има и такива, които се занимават и със земеделие, и изработват керамични съдове. Стилът на обличане се различава в зависимост от местообитанието и наличните материали. Жените обикновено носят двойни престилки от кожа или растителни влакна и плетени шапки. Мъжете ходят почти само по набедреник. В студеното време и двата пола носят наметала и клинове от заешка кожа. През повечето време ходят боси и само при пътувания обуват сандали от юка. И двата пола татуират лицата се и носят обеци и други орнаменти от кост, камъчета и черупки. Типът жилища също варира в зависимост от местоположението и сезона. Зимните жилища представляват конични колиби от клони покрити с кора, папур или треви, или островърхи колиби от върбови рамки покрити с треви и пръст. Летните домове са прости сенници или навеси. От средата на 19 век някои започват да използват и платнени или кожени типита, които заимстват от племето юта.

## История
Предполага се че южните паюти се заселват в Големия басейн преди 1000 години и дошли от областта на Долината на смъртта. Те постепенно изтласкват хопите на юг. От тях може би научават земеделието. Срещат първите испански изследователи през 1776 г. и постепенно от тях възприемат коня и други елементи от испанската култура. Към 1830 г. пътят прокаран от испанците започва да се използва масово. Увеличеният трафик през земите им изчерпва природните ресурси. Същевременно набезите от страна на ютите и навахо се увеличават. загубата на значителна част от населението, причинена от нападенията и болестите принуждава оцелелите да напуснат плодородните райони. Положението се утежнява с пристигането на мормоните през 1847 г. Някои групи се противопоставят на бялата експанзия и започват нападения над селищата. До 1870 г. около 80 на 100 от южните паюти измират от глад и болести. Оцелелите постепенно започват да се адаптират към чуждата култура. Много от хората изоставят стария начин на живот и търсят препитание по фермите и в градовете. През 1872 г. правителството създава резервата Моапа за всички южни паюти, малцина обаче отиват да живеят там. В края на 1880-те е създаден и резервата Шивуиц в южна Юта, на земя която дори мормоните не искат. Още няколко резервата са създадени през 20 век. През 1965 г. южните паюти получават 8,25 милиона долара 0,27 цента на акър като компенсация за отнетите им земи. Групите използват средствата по различни начини. В същото време нови федерални програми помагат да се намали крайната бедност в резерватите. Днес сред повечето групи връзката с миналото остава силна, но много от традиционните практики са изчезнали. Заради ядрения полигон в Невада много хора са принудени да напуснат резерватите си, които са в близост. Все още обаче има някои, които набавят част от храната си от традиционните източници. Родствените връзки също остават все така силни.

## Съвременни групи южни паюти
В началото на 21 век южните паюти живеят в няколко резервата и общини в Юта, Невада и Аризона:
- Лас Вегас Индиън Колония – Невада, създаден през 1911 г. (3850 акра). Днес тази общност е федерално призната като Лас Вегас племето на паюти индианците. Сред тях безработицата е сравнително малка, благодарение основно на заетостта в Лас Вегас. През 1983 г. получават допълнително 3700 акра земя, северозападно от града.
- Резерват Моапа Ривър – Невада (1875 г. 71 955 акра). Днес общността е федерално призната като Моапа групата на паюти индианците. Безработицата в резервата е около 90%. През 1980 г. получават допълнително 70 000 акра земя.
- Резерват Кейбаб – Аризона (1913 г. 120 413 акра). Днес са федерално признати като Кейбаб групата на паюти индианците. Основни икономически дейности в резервата са туризъм и животновъдна кооперация.
- Паюти в резервата Юта – Юта (1972 г. 32 458 акра). В резервата живеят заедно общностите Сийдър Сити паюти, Индиън Пийк паюти, канош, кушарем и шивуит. Днес са федерално признати като Паюти индианците на Юта.